# Milovan Stanković
Milovan Stanković (serbisch-kyrillisch: Милован Станковић; * 1969 in Belgrad, Jugoslawien) ist ein serbischer Elektroingenieur und Schriftsteller.

## Leben
Der Schauplatz von Stankovićs jüngstem Roman aus dem Jahre 2013 ist die Geburtsstadt von Franz Kafka, der im bürgerlichen Leben viele Jahre hauptberuflich als Angestellter bei einer Versicherung tätig war und sich so seinen Lebensunterhalt verdiente. Mit dem weltberühmten Schriftsteller hat der gebürtige Belgrader in dieser Hinsicht ein biografisches Analogon: er arbeitet seit Abschluss seines Diplomstudiums an der Elektrotechnischen Fakultät der Universität Belgrad hauptberuflich als Elektroingenieur bei der Serbischen Telekom. Stanković macht nicht viel Aufhebens um seine Person, er tritt selten in der Öffentlichkeit auf, seine Homepage ist auf die schriftstellerischen Arbeiten fokussiert, zwei Berufsprofile des Technikers sind bei LinkedIn und ZoomInfo veröffentlicht und es gibt nur spärlich zu findende Interviews, die nur in Zusammenhang mit der Neuerscheinung eines seiner Bücher entstanden sind. Einige seiner Kurzgeschichten sind in verschiedensten Literaturzeitschriften veröffentlicht worden, bevor sie in einem Sammelband des Stylos Verlags aus Novi Sad erschienen sind. Das erfolgreichste Werk von Milovan Stanković ist zweifellos der Roman Alles über die Familie Fuller (Sve o porodici Fuler), für den er mit dem renommierten Isidora-Sekulić-Preis ausgezeichnet worden ist. Der Schauplatz der Handlung ist die Stadt New York und eine Familiengeschichte spiegelt den American Way and Dream und seine Diskrepanz zum wirklichen Leben der Protagonisten wider. Seine Kurzgeschichte Aus dem Buch des Predigers (Iz knjige propovednika) wurde 2004 in Užice mit dem Milutin-Uskoković-Preis prämiert. Der Autor von zwei Romanen, drei Gedichtbänden und einem Band mit Kurzgeschichten lebt und arbeitet in seiner Heimatstadt.

## Werke (Auswahl)
- Sve o porodici Fuler (Alles über die Familie Fuller), Narodna knjiga-Alfa, Belgrad 2001, zweite Auflage: Mali Nemo, Pančevo 2002, ISBN 86-83453-16-2.
- Priče iz Eustahijeve trube (Geschichten aus der Eustachischen Röhre), Stylos, Novi Sad 2006, ISBN 86-7473-300-X.[4]
- O čemu sanja cveće (Was für ein Traum von Blumen), Prometej, Novi Sad 2008, Gedichte, ISBN 978-86-515-0193-0.
- Ako u sledećem životu budeš leptir (Wenn Du im nächsten Leben ein Schmetterling wirst), KOV, Vršac 2013, Roman, ISBN 978-86-7497-222-9.[5][6]